# Mittelwellenkleinsender in der DDR
In der DDR wurden ab 1978 mehrere Mittelwellenkleinsender betrieben.

## Geschichte
Die Mittelwellenkleinsender gehen auf die Verhandlungen zum Genfer Wellenplan zurück, bei denen die drei Frequenzen 1485 kHz, 1584 kHz und 1602 kHz als sogenannte Gemeinschaftswellen für Mittelwellensender kleiner Leistung (bis 1 kW) reserviert wurden.
Die DDR bestellte aus diesem Anlass 1976 beim tschechoslowakischen Hersteller TESLA 34 baugleiche Mittelwellensender. Sie bestanden aus einer 36 Meter hohen Reusenantenne mit kreuzförmiger Dachkapazität, einem Container zur Unterbringung der Sendertechnik und einer Sendeanlage mit einer Senderausgangsleistung von 1 kW. Zur Aufstellung der Sendeanlage war ein Grundstück mit einer Fläche von 50 × 50 m vorgesehen. Die Reichweite war mit 10 km angegeben. Die Anlagen waren äußerst einfach ausgeführt: Die Stromversorgung erfolgte über das bestehende Niederspannungsstromnetz, Modulations- oder Fernmeldeleitungen waren nicht vorgesehen, sodass die Mittelwellenkleinsender einen geeignete UKW-Frequenz per Ballempfang umsetzten. Nachdem dies bisweilen bei Überreichweiten dazu geführt hatte, dass die Sendeanlagen stattdessen Westprogramme umsetzten und innerhalb der DDR abstrahlten, wurde fortan bei allen UKW-Ausstrahlungen in der DDR ein Pilotton bei 15 kHz hinzugefügt, bei dessen Fehlen die Sendeanlage ihren Betrieb einstellte.
Die Sendeanlage kostete (am Beispiel des Mittelwellenkleinsenders in Bautzen) inklusive Montage 165.000 Mark/Valutagegenwert (Verrechnung innerhalb des RGW), weitere 50.000 Mark wurden zur Erschließung des Sendestandorts aufgewendet; insgesamt kostete die Errichtung eines Sendestandorts 300.000 Mark.
Die Inbetriebnahme aller Mittelwellenkleinsender sollte landesweit zum 7. November 1978 (Jahrestag der Oktoberrevolution) und damit rechtzeitig zum Inkrafttreten des Genfer Wellenplans am 23. November 1978 erfolgen, dieser Termin konnte aber aufgrund von Lieferverzögerungen vielerorts nicht eingehalten werden, sodass letztlich nur 28 der 34 Standorte termingerecht auf Sendung gingen (es fehlten: Sonneberg, Eisenach, Gotha, Annaberg-Buchholz, Johanngeorgenstadt, Eisenhüttenstadt).
Alle Mittelwellenkleinsender strahlten das Programm Radio DDR I aus. Eine Sonderstellung nahm der Standort Güstrow ein, der das Signal aus Marlow umsetzte und damit von 1983 bis 1987 die Ferienwelle und das abendliche Vorlaufprogramm von DT64 ausstrahlte.
1990 – kurz vor der Wende – wurden die Mittelwellenkleinsender entlang der Ostseeküste auf die Ausstrahlung der Ferienwelle umgestellt (dies betraf neben Görlitz noch Ribnitz-Damgarten, Pasewalk, Heringsdorf, Stralsund und Ueckermünde). Ebenfalls ab 1990 strahlten die Mittelwellenkleinsender in der Lausitz (Spremberg, Cottbus, Weißwasser, Forst, Bautzen) die Sonderprogramme in sorbischer Sprache aus.
Mit der Abwicklung des DDR-Rundfunks wurde der Betrieb der Mittelwellenkleinsender 1991 eingestellt. Spätestens 1992 wurden alle Sendeanlagen abgebaut. Vielerorts sind noch Relikte der alten Mittelwellenkleinsender erhalten.

## Liste der Mittelwellenkleinsender

### 1485 kHz
- Ribnitz-Damgarten (Koordinaten: 54° 14′ 21,5″ N, 12° 26′ 48,5″ O)
- Anklam (Koordinaten: 53° 50′ 54,7″ N, 13° 41′ 30,9″ O)
- Prenzlau (Koordinaten: 53° 19′ 28″ N, 13° 53′ 7,4″ O)
- Spremberg (Koordinaten: 51° 34′ 19,1″ N, 14° 21′ 10,3″ O)
- Kamenz (Koordinaten: 51° 15′ 55,5″ N, 14° 5′ 18,9″ O)
- Zittau (Koordinaten: 50° 54′ 51″ N, 14° 48′ 37,5″ O)
- Annaberg (Koordinaten: 50° 35′ 10,9″ N, 12° 59′ 35,5″ O)
- Erfurt
- Mühlhausen (Koordinaten: 51° 12′ 32,7″ N, 10° 26′ 14,5″ O)
- Sonneberg (Koordinaten: 50° 21′ 10,7″ N, 11° 9′ 23,8″ O)

### 1584 kHz
- Stralsund (Koordinaten: 54° 18′ 6,6″ N, 13° 2′ 3″ O)
- Heringsdorf (Koordinaten: 53° 57′ 22,5″ N, 14° 9′ 0,6″ O)
- Pasewalk (Koordinaten: 53° 30′ 2,6″ N, 14° 0′ 23,1″ O)
- Schwedt (Koordinaten: 53° 3′ 25,5″ N, 14° 15′ 15,6″ O)
- Guben (Koordinaten: 51° 57′ 35,6″ N, 14° 40′ 39,9″ O)
- Cottbus (Koordinaten: 51° 45′ 8,7″ N, 14° 17′ 36,6″ O)
- Weißwasser (Koordinaten: 51° 30′ 12″ N, 14° 36′ 32,8″ O)
- Löbau (Neugersdorf) (Koordinaten: 50° 58′ 5,4″ N, 14° 36′ 11,4″ O)
- Ebersbach (Koordinaten: 51° 0′ 34,5″ N, 14° 34′ 3,6″ O)
- Johanngeorgenstadt (Koordinaten: 50° 26′ 34,7″ N, 12° 42′ 5,8″ O)
- Rudolstadt (Koordinaten: 50° 42′ 24,3″ N, 11° 20′ 5,9″ O)
- Eisenach (Koordinaten: 50° 59′ 16,2″ N, 10° 18′ 9,9″ O)

### 1602 kHz
- Saßnitz (Koordinaten: 54° 30′ 55,4″ N, 13° 36′ 30,3″ O)
- Güstrow (Koordinaten: 53° 47′ 57,6″ N, 12° 11′ 27,7″ O)
- Ueckermünde (Koordinaten: 53° 43′ 52,4″ N, 14° 1′ 57″ O)
- Frankfurt/Oder (Koordinaten: 52° 19′ 9,3″ N, 14° 31′ 43,1″ O)
- Eisenhüttenstadt (Koordinaten: 52° 9′ 4″ N, 14° 38′ 44,4″ O)
- Forst (Koordinaten: 51° 44′ 35,2″ N, 14° 37′ 46,1″ O)
- Senftenberg (Koordinaten: 51° 31′ 15,6″ N, 13° 58′ 31,2″ O)
- Bautzen (Koordinaten: 51° 11′ 26,6″ N, 14° 24′ 26,5″ O)
- Schwarzenberg (Koordinaten: 50° 32′ 1,2″ N, 12° 47′ 42″ O)
- Saalfeld (Koordinaten: 50° 39′ 50″ N, 11° 22′ 24,5″ O)
- Heiligenstadt (Koordinaten: 51° 22′ 10,7″ N, 10° 7′ 47,3″ O)
- Gotha (Koordinaten: 50° 57′ 29,1″ N, 10° 42′ 3,3″ O)